# 薛洪
薛洪（?—?），东汉末期政治人物，張楊属下長史。
建安三年（198年）十一月，曹操攻击吕布时欲出兵援吕布，为部下杨丑所杀。眭固为張楊报仇杀死杨丑。薛洪和同僚繆尚一起擁立眭固为新主。
建安四年（199年），呂布滅亡後，眭固为了摆脱困境，让薛洪、繆尚守卫根据地河内郡射犬城，自己到北方向袁紹求救。途上遭遇曹軍，眭固战死。之後，曹操属下的董昭作为使者，单身入射犬城，説服薛洪、繆尚，二人開城降曹。
薛洪在曹操阵营被厚待，建安十八年（213年）推举曹操为魏公的上書，薛洪名列其上，封爵为都亭侯。薛洪卒年不明。